# Тарас Бульба (бренд)
Taras Boulba — марка бельгійського пива, легкий білий ель. Вариться пивоварнею Brasserie de la Senne (Брюссель).

## Історія
Два брюссельські пивовари Бернар Лебек та Ів Де Ба у 2003 році відкрили свою мікроброварню в Сін-Пітерс-Леуві. Згодом, збільшивши продажі свого пива, у 2008 році вони перенесли виробництво у Брюссель. Лебек і Де Ба варили пиво в традиційній бельгійській манері: нефільтроване, непастеризоване та без добавок.
Один із сортів пива вони вирішли назвати Taras Boulba, на честь однойменної повісті Миколи Гоголя. У ній головний герой Тарас Бульба разом із двома своїми синами воює проти Польщі. В одного з них виникає роман із полькою. Тарас, дізнавшись про це, вбиває свого сина. У броварні Brasserie de la Senne у себе на батьківщині знайшли аналогію до протистояння українців з поляками — відповідно в боротьбі фламандців і валлонів. На етикетці пива зображено злого чоловіка з бочкою пива над головою, який замахнувся на свого сина. Підпис на брюссельському діалекті такий: «Ось, Тарас Бульба неймовірно злий на свого сина, який одружився з валлонкою!»

## Цікаві факти
- Бернару та Іву свого часу пропонували відкрити броварню у Львові, але вони відмовились[2].